# Complexe environnemental Saint-Michel
Le Complexe environnemental de Saint-Michel (CESM) est un espace multifonctionnel occupant 192 hectares, comprenant des activités de mise en valeur des déchets, des activités éducatives ainsi qu'un parc. Il est situé au cœur de l’arrondissement de Villeray–Saint-Michel–Parc-Extension au nord de Montréal, au Québec.

## Éléments du site

### Le centre de tri
Le centre de tri du Complexe environnemental Saint-Michel (CESM) a vu le jour en 1989. Ce centre est un des premiers projets que la Ville de Montréal réalisa à la suite du rachat du terrain à la firme Miron. Un centre de compostage, un centre de transbordement et un incinérateur ont aussi été construits simultanément pour gérer les déchets produits. Le centre de tri a reçu environ 156 000 tonnes de matières à traiter en 2018.

### La centrale électrique
Le CESM comprend une centrale électrique au biogaz. Les biogaz sont récupérés dans de grands puits. Généralement d’une vingtaine de mètres de profondeur, ces puits sont reliés à des compresseurs géants et à une centrale électrique qui convertit les biogaz en électricité. De ce fait, en se décomposant, la matière organique qui est dans les déchets produit du biogaz. Celui-ci principalement composé de méthane (CH4), de dioxyde de carbone (CO2) et quelques autres impuretés.

### Le site de compostage et de déchiquetage
On trouve un site de compostage et de déchiquetage du bois dans le Complexe. L'ajout d'un centre de compostage au CESM avait pour but de réduire la quantité de déchets enfouis ou incinérés. En 1994, il était évalué que les résidus provenant de jardins et provenant de déchets de table représentent entre 14 % et 15 % de l’ensemble des déchets générés annuellement, ce qui représente 170 000 tonnes de déchets compostables.

### Le parc Frédéric-Back
Adopté en 1997, le projet du nouveau parc Frédéric-Back est amorcé par la ville de Montréal dans l’optique de créer un espace vert moderne et représentatif de la métropole. Sa taille en fait l'un des plus grands espaces verts de Montréal. Placé au centre du Complexe environnemental de Saint-Michel, ce parc joue un rôle important dans la métamorphose du district de Saint-Michel. Il est nommé en l'honneur de l'artiste Frédéric Back (1924-2013), qui était engagé dans des luttes touchant l’environnement et la culture.
Le district de Saint-Michel a longtemps été le lieu d’importantes exploitations industrielles, réalisées sans prendre en compte ou mesurer l’impact écologique et social de ces activités. La Ville de Montréal a décidé de prendre en main la réhabilitation de cet espace longtemps victime de l'industrialisation.
Ainsi dans les années 1990, naît un plan directeur qui établit les fondements de ce projet, phase par phase, tout en respectant les principes du développement durable. Le plan directeur de ce site est de créer un complexe environnemental et technologique autour d’un large espace vert. Les objectifs du projet sont les suivants:
- Encourager le savoir en matière de réhabilitation environnementale en mettant en place des sites de recherches, d’innovation et d’éducation;
- Offrir des activités sportives, récréatives et culturelles;
- Enrichir la qualité de vie des résidents de Montréal en collaboration avec la communauté ainsi que les partenaires;
- Protéger et améliorer la biodiversité;
- Contribuer à la santé sociale et économique de la communauté autour du parc.

Le plan du parc comporte huit secteurs différents, regroupés en deux grandes zones, le Centre et la Couronne. La Couronne comporte différents environnements : on y retrouve divers bâtiments, chemins, jardins, belvédères et autres services disponibles pour les visiteurs. Le Centre du parc lui, toujours en construction ou en planification, est davantage marqué par de vastes espaces naturels.
Une ouverture complète du parc est prévue pour 2026. Le coût des travaux, financés en grande partie par la ville de Montréal, sont estimés à 350 millions de dollars, dont 120 millions ont déjà été dépensés pour la première phase.

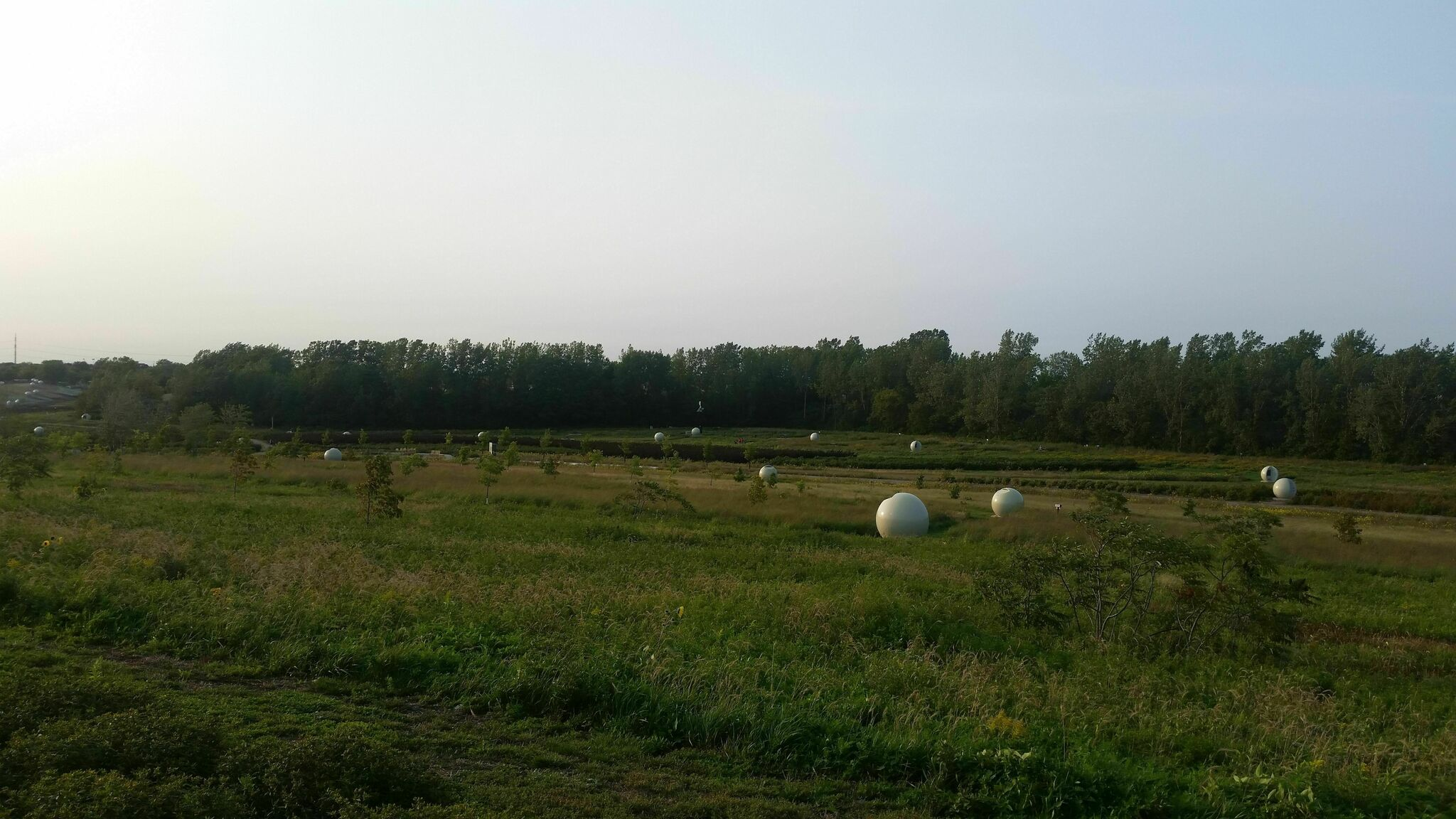
Vue du Boisé est.
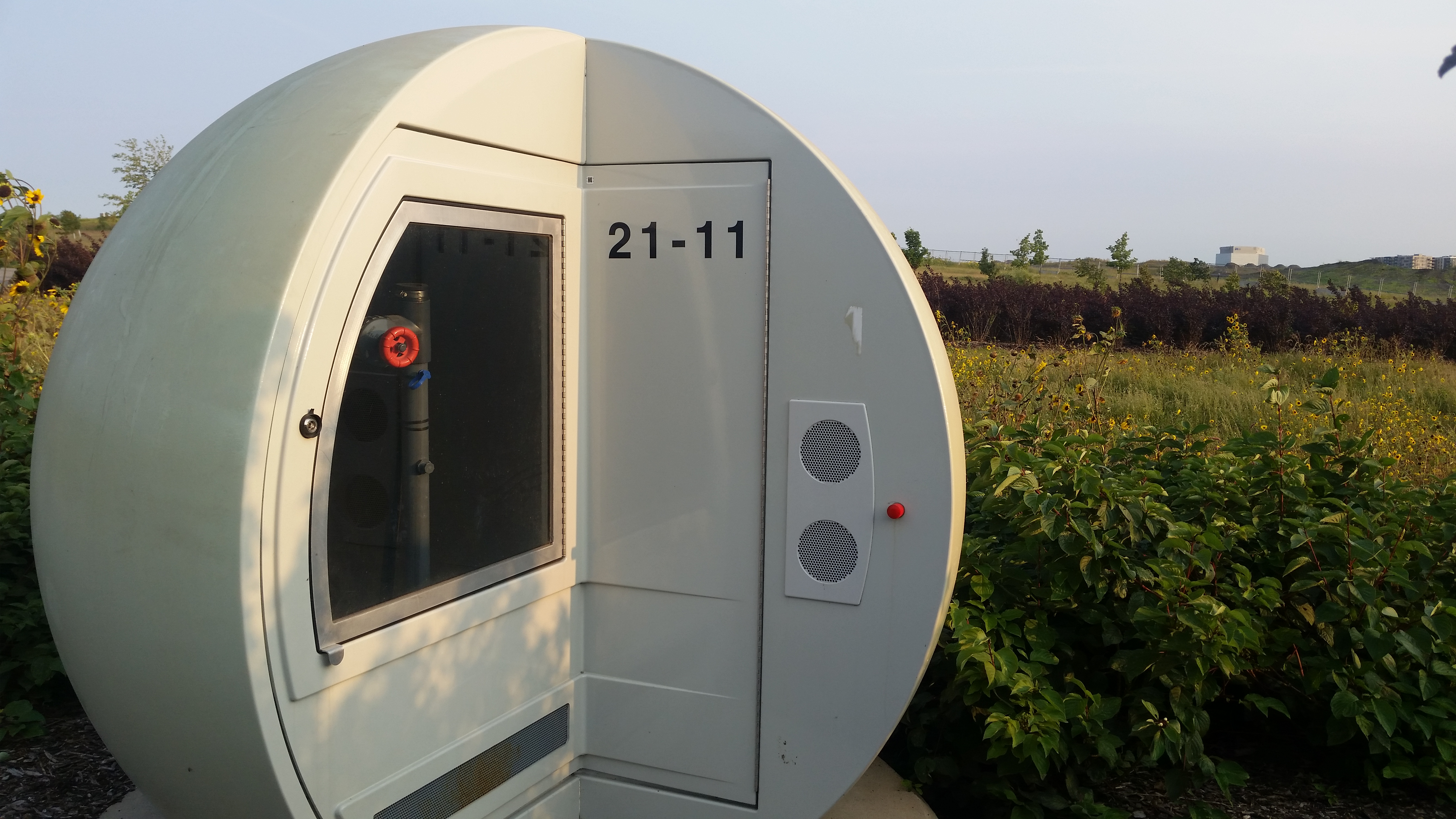
Sphère de protection des puits de captation du biogaz.
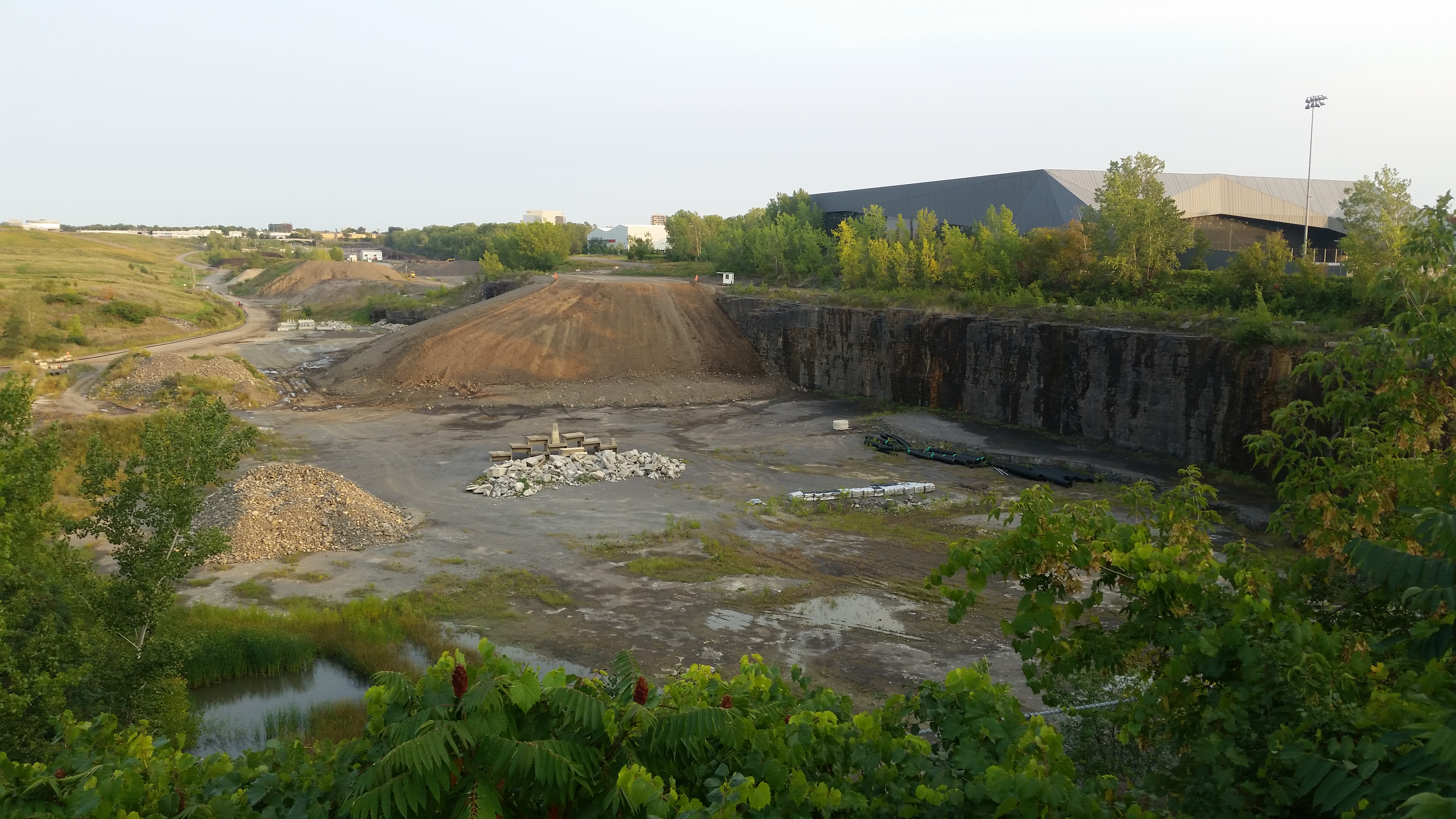
Ancienne carrière Miron.
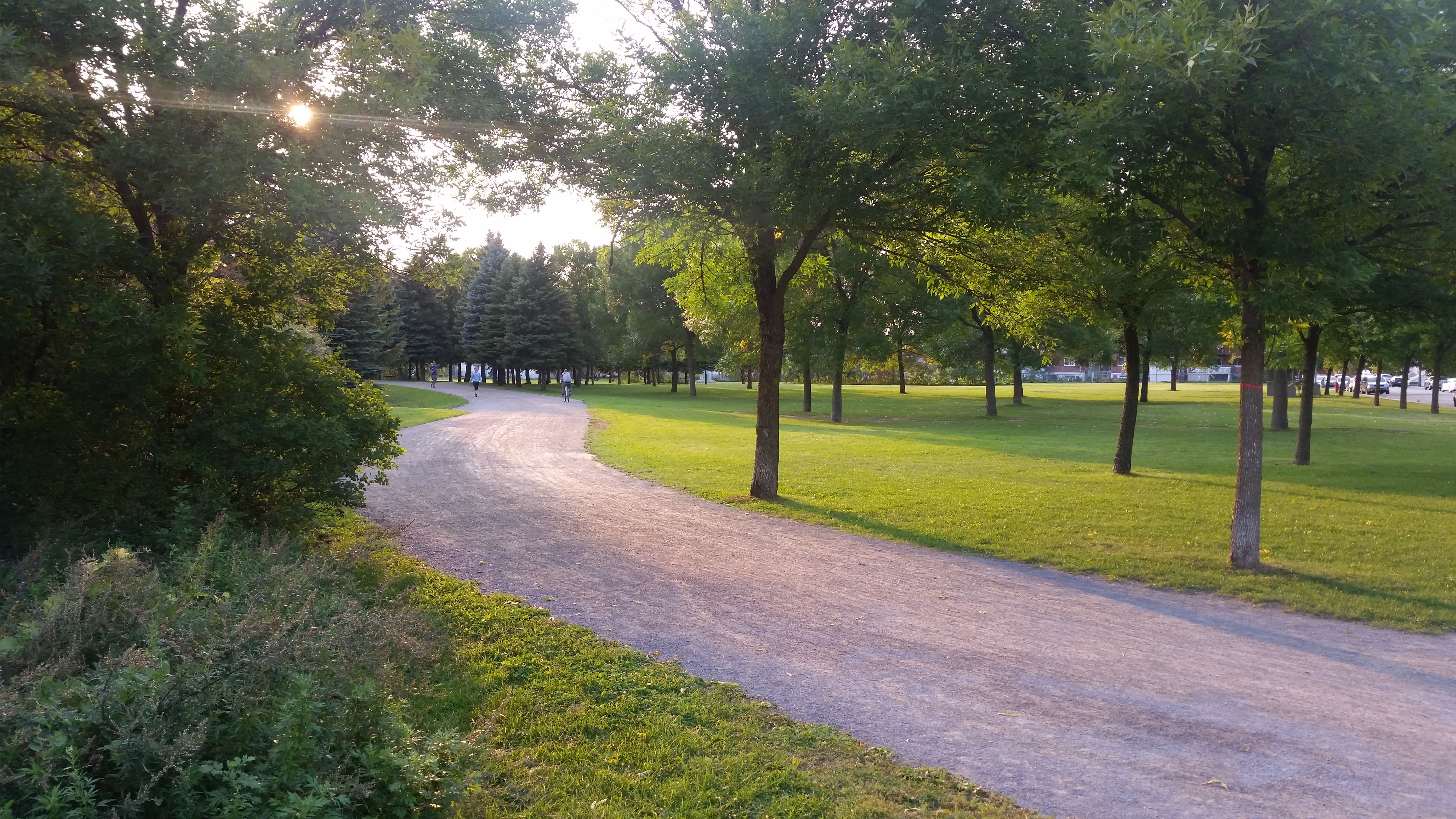
Sentier nord du parc.

### La TOHU
La TOHU est un lieu de diffusion des arts du cirque. Le terme TOHU provient de l’hébreu « Tohu wa-Bohu », ce qui signifie le chaos primitif duquel émergent les nouvelles idées.
La TOHU est un lieu attractif en plein cœur du quartier Saint-Michel à Montréal. Le bâtiment principal est situé au 2345 de la rue Jarry Est. Le bâtiment de la TOHU a reçu la certification LEED (Leadership in Energy and Environmental Design).

## Historique du site

### Le début de l’exploitation du calcaire sur le site (1895)
Au 19e siècle, la ville de Montréal s’industrialise. Elle compte l'un des plus grands ports intérieurs au monde. En 1895, on commence à exploiter une carrière de calcaire sur le site de Saint-Michel. Les entreprises, les industries et les citoyens de la ville ont des besoins importants en pierre de taille grise, concassée, chaux, ciment, etc. Le gouvernement québécois subventionne alors les municipalités pour instaurer des routes et des chemins de fer. Les sites d’extractions deviennent plus accessibles et contribuent ainsi à l’essor des carrières.
Plusieurs carrières sont en exploitation au début du 20e siècle. Les petites exploitations fusionnent et deviennent de grandes exploitations. C’est alors que Saint-Michel devient un centre d’extraction majeur. À cette époque, les travailleurs des carrières, surnommés les « pieds noirs », gagnent un salaire variant entre 2,50 $ et 4,00 $ par jour pour des quarts de travail de 12 h et des semaines de 6 jours. En dollars courants de 2020, ce salaire équivaut à environ 7,25 $/heure. L’exploitation n’est pas sans risques. La cause d’incidents la plus importante est le dynamitage par des travailleurs non expérimentés. À un certain point, les carrières destinées à l’exploitation du calcaire à Saint-Michel représentaient environ 50 % de son territoire.

### La carrière Miron (1925-1984)

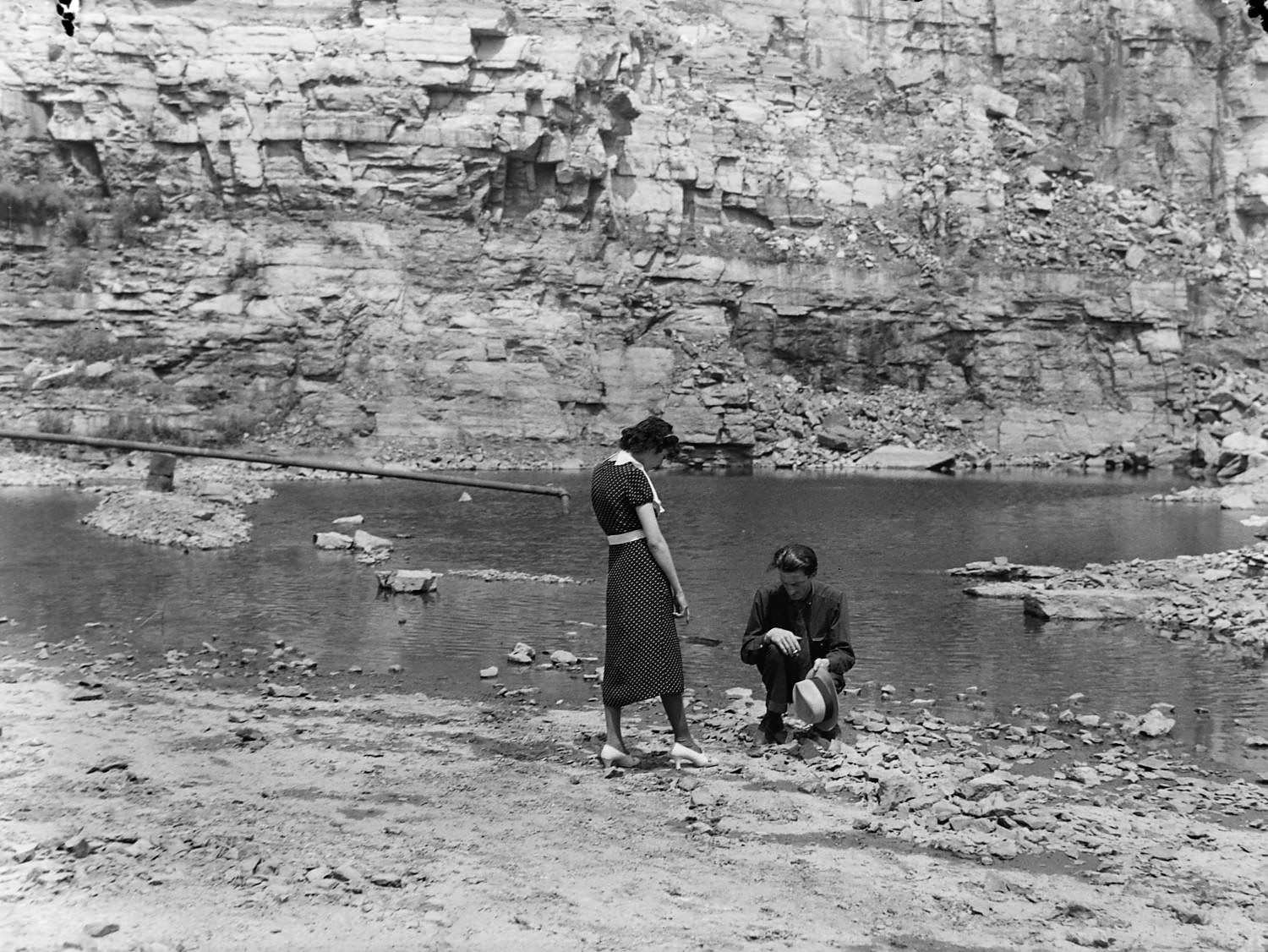
La carrière Miron en 1938

En 1925, la famille Miron achète le site. Leur but est d'exploiter le calcaire, une matière critique pour la fabrication du ciment. Vers la fin des années 1950, les frères construisent une usine de ciment sur leur territoire pour faire la transformation et fabrication des produits de béton tel que des blocs et cylindres. Ils font partie des plus grands producteurs de ciment en Amérique du Nord.
Au fil des années, la carrière se développe de plus en plus profondément dans le territoire. Après avoir obtenu l'approbation de la ville de Montréal pour étendre ses activités au nord et au sud-est, une polémique éclate en 1979. Ceci provoque des représailles par les citoyens de Montréal, car le dynamitage utilisé dans la carrière dérange la population avoisinante. Un an plus tard, le Parti québécois met fin à cette polémique et interdit l'expansion de la carrière. Ayant de moins en moins de terres à excaver, les activités de la carrière ralentissent.
Au cours de ses 60 ans d'activité, la carrière a largement contribué à la croissance de Montréal, fournissant des ressources pour construire de nombreux bâtiments tels que l'hôpital Sainte-Justine, et le Complexe Desjardins.

### De l’exploitation de calcaire à l’enfouissement (1968-2009)
À partir de 1968, l’utilisation de la carrière se dirige tranquillement vers une autre utilité surtout à cause du positionnement du quartier. Entre 1968 et 2009, la carrière Miron reçoit plus de 40 millions de tonnes métriques de déchets domestiques qui provenaient de la ville de Montréal, de 27 municipalités de la banlieue de Montréal, de Laval et de la Rive-Sud. Afin d’inciter les villes en dehors de Montréal à venir déposer leurs déchets sur le site de la carrière Miron, la ville de Montréal offrait des tarifs de 12,50 $/tonne métrique en 1969 et 12,44 $/tonne métrique en 1989. Tout juste avant la fermeture finale du site, les quantités de déchets sur le site augmentent puisque l'incinérateur était fermé. À leur sommet, les quantités annuelles disposées étaient de 300 000 tonnes métriques par année.
En 2009, l'enfouissement des déchets prend fin au CESM.

### Le rachat du site par la ville de Montréal et l’adoption d'un plan d’aménagement (1989-2008)
En 1984, sous l’administration de Jean Drapeau, la ville de Montréal achète et devient propriétaire officiel de la carrière Miron sous une gestion privée au coût de 53 millions de $. Le but était d’arrêter toutes activités d’exploitation de cette carrière en 1986 et du site d’enfouissement en 1987.
Dès lors, les premières idées et discussions pour le plan de réaménagement de ce site commencent et les idées bougent. Aussitôt, une idée naît pour la construction de 20 000 logements. On lance aussi l'idée de construire un parc pour l’arrondissement. D'autres idées circulent, comme des pistes cyclables, des terrains de jeux et aussi un golf.
En mai 1989, la ville de Montréal organise un colloque avec des organismes communautaires concernant le site. Ce colloque regroupe les principaux acteurs du quartier Saint-Michel et plusieurs experts en la matière. Le consensus sera que la carrière doit être fermée le plus tôt possible. En 1991, la ville de Montréal accepte une proposition de construction de centrale au biogaz. En 1995, la ville de Montréal lance un projet de revitalisation à long terme visant à réaménager complètement la carrière à l'horizon 2020.
La ville établit un plan d’aménagement et travaille étroitement avec la collectivité locale pour avoir leur avis et leurs idées quant à l'aménagement du site. Les résidents du quartier établissent leurs besoins en matière d’activités environnementales.
Depuis 1995, 180 millions de dollars sont investis pour la conception et l'aménagement du site. Ces investissements ont servi à la décontamination des sols, ainsi qu’à la création d’un espace vert et d'un centre communautaire.

### La fin de l’enfouissement de matériaux secs et les plus récents travaux (depuis 2009)
En 2009, après l'accumulation de plus de 40 millions de tonnes de déchets, le CESM met fin à ses activités d'enfouissement des matériaux secs (Ville de Montréal, 2010, p. 6). Les matériaux secs sont des « résidus broyés ou déchiquetés qui ne sont pas susceptibles de fermenter et qui ne contiennent pas de déchets dangereux ».
Aujourd’hui, le CESM est en voie de devenir le deuxième plus grand espace vert de Montréal. Depuis le début des travaux de construction du parc, 48 hectares ont été finalisés et ouverts au public et le reste sera progressivement développé. La construction du parc sera finalisée vers 2026 et il sera alors totalement accessible à la population.

## Défis techniques et procédés de revitalisation du site

### Les archives de l'enfouissement incomplètes et l'enjeu de l'incertitude
Un des obstacles qu'ont rencontré les concepteurs du CESM est l'incertitude entourant les types de déchets enfouis sur le site. Les archives de l’enfouissement des déchets ont brûlé dans un incendie criminel. Cet événement a créé des lacunes dans les connaissances des volumes réels enfouis et le degré de dangerosité des déchets.

### Le recouvrement final du site d’enfouissement et le drainage des eaux de ruissellement
Le recouvrement final de l'ancien site d'enfouissement a été conçu afin de respecter les paramètres suivants:
- Le contrôle de la migration latérale des gaz d'enfouissement
- Le respect des règlements et des lois
- La réduction des coûts
- Le potentiel futur d’utilisation
- Les besoins techniques
- La maintenance
- Le contrôle et la gestion des eaux de ruissellement

On compte cinq grandes couches dans le recouvrement, soit:
1. Le sol de surface (0,15 m)
2. L'étage de protection (0,45 m)
3. L'étage capillaire (0,45 m)
4. L'étage de filtration (0,1 m)
5. L'étage de drainage (0,3 m)

Le mélange de compost dans le sol de surface permet d’accueillir plusieurs organismes nécessaires pour transformer les résidus végétaux en nutriments pour la flore présente. La couche de protection permet de protéger les couches inférieures. L’étage capillaire peut se saturer d’eau, ce qui empêche l’infiltration de l’air et la libération de certains gaz. La couche de filtration, faite de sable et de géotextile, permet d'empêcher que la couche supérieure se déverse dans l’étage de filtration.

### La récupération du biogaz
Les démarches préliminaires pour l'exploitation du biogaz qui s'échappe du site débutent en 1987 par la préparation d'un appel d'offres par la ville de Montréal. Cette première tentative prend fin en 1989 pour des raisons économiques, mais n'est pas complètement oubliée. En 1991, un partenariat entre les entreprises Gaz Métropolitain et SNC-Lavalin est formé pour bâtir une centrale électrique de biogaz. La société GAZMONT sera formée pour entreprendre les opérations. En 1997, les opérations débutent et la ville de Montréal permet à GAZMONT d'exploiter le biogaz pour la production d'électricité pour le prix d'un million de dollars par année.

### Le traitement du lixiviat
Le résultat du passage de l’eau des pluies à travers des déchets est appelé lixiviat. Ces eaux peuvent polluer la nappe d’eau souterraine. Le traitement du lixiviat est une des priorités du Complexe. Comme l'indique la ville de Montréal « […] Le lixiviat est extrait continuellement par deux puits de captage et environ 2 100 m3 par jour sont pompés vers un centre de traitement. Un compresseur y injecte de l’air sous pression pour éliminer certains contaminants. Les liquides sont ensuite pompés à l’égout sanitaire puis acheminés vers le centre d'épuration des eaux usées, conformément aux normes environnementales ».

### Le programme de surveillance environnementale
En sachant que le Complexe est construit sur un site où l'on observe de la décomposition de matières résiduelles organiques, il était nécessaire de créer un programme de surveillance environnemental. Selon le Bureau d'audiences publiques sur l'environnement (BAPE), ce programme a comme objectif de vérifier la conformité des activités de la centrale avec les normes en vigueur et les exigences auxquelles le promoteur est assujetti. Il est essentiel que le programme soit transparent et accessible à l’ensemble de la population.
Le programme se divise en deux grands volets:
Le premier est lié à la surveillance de la qualité de l’air et comprend la mesure des concentrations de CH4, CO2, CO, O2 et H2S, la mesure des émissions de surface et des concentrations de méthane à la surface du sol et l'observation d’odeurs autour du site.
Le deuxième concerne la surveillance du sous-sol et des eaux souterraines et comprend la mesure manuelle du méthane dans les puits de surveillance, la mesure continue du méthane par les puits de surveillance automatisés, la mesure du méthane dans les habitations, les infrastructures souterraines et les fondations des bâtiments, et le prélèvement d’échantillons d’eaux souterraines.
Afin de répondre à ces deux objectifs, le Complexe a mis en place 151 puits consacrés à ce programme. Parmi ceux-ci, trente puits mesurent automatiquement le méthane dans le sol et les fluctuations de niveau des eaux souterraines en plus de permettre de sortir des échantillons d’eau. Les 121 puits restants servent à mesurer les niveaux de biogaz dans le sol.

## Consultations publiques et implication citoyenne
Plusieurs consultations et auditions publiques sont organisées au sujet de l'avenir du site de la carrière Miron, soit deux du BAPE, deux du Bureau de consultation de Montréal (BCM) et d'autres de la Communauté urbaine de Montréal (CUM).

### Les consultations de 1989
En 1989, le BCM offre une première possibilité aux citoyens de venir présenter leurs avis sur le projet. Ces rencontres permettent à la population de se renseigner quant à la teneur du projet, comme l'illustre le témoignage suivant d'un intervenant local : « […] je te dirais qu’au minimum, c’est l’occasion pour aller chercher de l’information, structurer notre démarche, faire des représentations […]. Dénoncer bien souvent, les audiences nous permettent de dénoncer certains… mais surtout [elles] vont nous donner une masse d’information qui va nous servir pour les années suivantes parce que, l’information a été divulguée là et à partir de là, on peut travailler là-dessus ».

### Les consultations de 1992
À la suite des consultations de la Ville de Montréal en 1989, de nouvelles études sont de nouveau menées en 1992 par le BCM. Cette fois-ci, l’avenir du site Miron est toujours au centre du débat, mais la question de la gestion des déchets est élargie à une plus grande échelle, comme le souligne le titre des consultations : « Vers une gestion intégrée des déchets ». Contre toute attente par rapport à ce qui était prévu et annoncé, notamment en 1989 lors des précédentes consultations du BCM, on annonce que le site d'enfouissement pourrait ne pas fermer en 1994.
Très rapidement après cette annonce, les organismes communautaires de Saint-Michel mènent des actions collectives contre l’ancienne carrière Miron. Il est dit plus loin dans le texte que « cette union mènera entre autres à l’organisation en avril 1993 d’une consultation populaire issue du quartier qui visait à faire pression sur l’administration Doré pour que cette dernière respecte ses engagements quant à la date de fermeture du site d’enfouissement ».

### Les audiences sur la Régie intermunicipale de gestion des déchets sur l'île de Montréal
Devant la fermeture imminente des centres d’enfouissement de la carrière Meloche et le Centre de traitement et d’élimination des déchets de l’ancienne carrière Miron, douze maires des municipalités de Montréal décident de ratifier une entente pour la gestion de leurs déchets. C'est la création de la Régie intermunicipale de gestion des déchets sur l’île de Montréal (RIGDIM). Le projet de la RIGDIM était de créer un système de gestion des déchets pour les municipalités de l’île de Montréal. Ce système comprenait la gestion des déchets résidentiels, industriels, commerciaux et institutionnels par des méthodes de recyclage, de compostage et d'incinération avec production d’électricité. De par la nature et la taille de son projet, la RIGDIM est mandatée par le ministre de l’Environnement, de réaliser une étude sur l’impact environnemental de son projet.
Le 21 décembre 1990, le ministre de l’Environnement fait parvenir au promoteur (la Régie) les directives relatives à l’étude d’impact sur l’environnement qu’il se devait réaliser. Le 17 mars 1992, l’étude d’impact sur l’environnement réalisée par une firme d'ingénierie est soumise au ministère de l’Environnement en attente d’approbation. À la suite de certaines modifications effectuées, l’étude d’impact est rendue publique le 5 janvier 1993 et laisse place à la consultation publique.
Du 5 janvier au 19 février 1993, la période d’information et de consultation, préalable à l’audience à proprement parler, voit passer plus d’une centaine de personnes et permet que soient adressées 27 demandes d’audience de la part de citoyens ou d'organismes. Le 17 février 1993, le BAPE reçoit de la part du ministre de l’Environnement le mandat d’ouvrir une enquête ainsi qu’une audience publique.
L’audience publique se déroule en deux périodes distinctes. La première partie dure cinq jours (du 22 mars au 26 mars 1993) et permet à la population de poser des questions au promoteur du projet. La seconde partie se déroule un mois plus tard et dure dix jours consécutifs (du 28 avril au 7 mai 1993). Ce projet suscite beaucoup d’engouement et un grand nombre de personnes participent aux audiences afin d’exprimer leur avis. La commission tient 18 séances durant cette période au cours desquelles 77 mémoires sont présentés de manière verbale ou écrite. La commission avait mis en place un système de traduction simultanée français-anglais, ce qui permet une plus large diffusion de l’information sur les chaînes locales.

### Les audiences sur le projet de centrale de valorisation du biogaz
Le projet de centrale de valorisation du biogaz est un projet instauré par Gazmont en 1994 pour valoriser le biogaz résultant de la décomposition des déchets à forte teneur en méthane. Le BAPE tient des audiences pour mieux comprendre les effets de ce projet. Les audiences reliées à ce projet sont d’une durée de quatre mois, soit du 21 mars au 21 juillet 1994. La première partie des audiences est informative et rassemble une trentaine de citoyens et d’organismes voulant en savoir plus sur le projet. La deuxième partie est plus officielle, il y est présenté un total de 26 mémoires et présentations verbales, reçues par la commission.
La commission constate durant les audiences publiques que les citoyens subissent des conséquences néfastes et s'attendent à beaucoup quant à l’aménagement de cette centrale. Plusieurs thèmes sont soulevés sur les différents aspects qui entourent le projet, dont la fermeture du centre d'enfouissement des déchets, la gestion des déchets, l'option énergétique, les risques et les bénéfices que ça génère, la qualité de vie des citoyens et les nuisances qu'ils subissent ainsi que la sécurité.
L’une des importantes préoccupations des citoyens est la non-fermeture du centre d’enfouissement des déchets. Le fait d’installer une centrale qui utilise le biogaz résultant de la décomposition des déchets pour produire de l’électricité porte à croire que le site d’enfouissement ne fermerait jamais, et c’est ce qui inquiète les résidents du quartier qui subissent les désagréments causés par le site d'enfouissement. Plusieurs organisations demandent donc à la ville de fixer une date de fermeture définitive du site.
En ce qui concerne les bénéfices et les risques associés au projet, la majorité des participants espèrent que les retombées économiques et environnementales seront positives et profitables pour les citoyens du quartier. Or, les promoteurs du projet ont clairement exprimé que ces avantages économiques ne sont pas prévus pour le quartier ni ses habitants, ce qui a incité les organismes et groupes sociaux de Saint-Michel à se poser des questions et à réagir: « [...] À qui profiteront les bénéfices ? Certainement pas aux gens de Saint-Michel […] qui eux encore endureront tous les désagréments de cette usine ».
La création de l’usine implique la création d’emplois, cet avantage dont pourraient bénéficier les habitants du quartier est un point positif soulevé lors des audiences. Le quartier pourrait se développer et s’améliorer grâce aux nouveaux emplois crées par cette usine.

## Impacts du Complexe

### Impact environnemental
Des programmes et politiques ont été adoptés pour minimiser les effets négatifs du Complexe sur l’environnement.
Plusieurs activités ont été mises en place afin de minimiser l'impact environnemental du site. Le CESM comporte un centre de tri des matières recyclables de la ville de Montréal, une centrale fonctionnant au biogaz que des sites de compostage. La décomposition des matières résiduelles organiques produit des gaz tels que le méthane et le dioxyde de carbone, contribuant à la dégradation de la couche d’ozone et dégage des odeurs désagréables. Afin de remédier à ces effets néfastes, des puits de captage ont été mis en place pour collecter le biogaz jusqu’à la décomposition complète des déchets enfouis. En plus, ces puits sont reliés à une centrale électrique permettant la transformation des biogaz en électricité. En 2008, cette initiative a permis de réduire les émissions de CO2 dans l’atmosphère de 500 000 tonnes.
Près de 10 000 arbres ou arbustes ont été plantés au cours des 20 dernières années. Seule l'eau de pluie est utilisée pour alimenter la végétation sur le site. Cinq millions de tonnes de matériaux, tels que les matériaux provenant de travaux d'excavation et des feuilles d'arbres sont réutilisés pour constituer le sol du nouveau parc. De plus, le bois des frênes touchés par l'agrile du frêne et abattus par la ville sont réutilisés pour la fabrication des meubles du parc et des bâtiments,. Le site comprend aussi un système d'irrigation visant à minimiser la pénétration des eaux dans les couches souterraines contenant les déchets polluants. Cela évite que les polluants contaminent le réseau hydrographique de Montréal.
D’autres activités sont mises en place au CESM pour réduire l’impact environnemental du site, mais aussi des citoyens. L’écocentre, le centre de récupération et de tri des matières recyclables et les programmes de compostage permettent la réduction de la proportion de matières résiduelles enfouies en site d'enfouissement.

### Impact social
Dès les années 1960, les citoyens se plaignaient, entre autres, des odeurs, du bruit et des vibrations causées par les opérations sur la carrière et le transport des matériaux. La fin des activités d'enfouissement et d'excavation a remédié à ces problèmes pendant un certain temps. Toutefois, le site est toujours utilisé comme dépôt à neige pendant l’hiver. En 2016, on estimait que les jours suivant les tempêtes de neige, ce sont environ 150 camions par heure qui circulent vers le Complexe pour aller y déposer près de 40 % de la neige ramassée sur l'île de Montréal.
Selon Jolivet et Carré, la ville a privilégié une « approche segmentée » pour élaborer le CESM. Il était difficile d'avoir une vue globale de la transformation du site, ce qui a nui à son acceptabilité sociale. Toujours selon Jolivet et Carré, l'offre limitée de transport en commun pour se rendre au CESM constitue un obstacle pour profiter des installations présentes sur le site. Un autre reproche qui est fait au CESM concerne le choix des différents emplacements des services communautaires. Lorsqu'on porte une attention particulière aux bâtiments récréatifs et sportifs, on peut constater que la plupart d'entre eux sont plus facilement accessibles aux citoyens de l'arrondissement d'Ahuntsic-Cartierville. Ils sont situés à l'ouest du Complexe, près de cet arrondissement.

### Impact économique
Le district de Saint-Michel est densément peuplé et sa population est très diversifiée. Ayant une concentration élevée d'habitants, cette communauté affronte plusieurs enjeux économiques et sociaux. La population de ce district touche un revenu moyen inférieur à la moyenne montréalaise. De plus, le district compte un pourcentage élevé d’immigrants. Ces facteurs se traduisent par un taux de chômage plus élevé.
Le projet du Complexe environnemental de Saint-Michel comprend certaines mesures pour pallier les différents enjeux soulevés ci-dessus. En 1996, le Cirque du Soleil inaugure son siège social sur le site du CESM. En poursuivant sur cette lancée, ils ont ouvert une première École nationale de cirque. Ensuite, est venue s’installer la TOHU dont la création s’est matérialisée en 2004. Ces différentes initiatives ont pour but de participer au développement économique de Montréal. Ensemble, ces organisations permettent crée un pôle international du Cirque au coeur du quartier, permettant d’attirer les touristes et favorisant l’emploi local.
Au fil des ans, un certain nombre de magasins et commerces se sont installés dans la couronne, située en périphérie du CESM. La concentration des aménagements entourant le parc incite la population locale et environnante à consommer les biens et services qui s’y trouvent. Le CESM attire 12 000 visiteurs par année et offre plus de 2 400 emplois depuis ses débuts en 1988.
Des installations servant récupérer et à convertir en électricité les gaz qui s’échappent de l’ancien site d’enfouissement sont ajoutés au site en 1996. La production initiale permettait une production allant jusqu’à 23 MW. En 2017, la production d’électricité s’élevait à 4,8 MW. De plus, depuis 2005, la chaleur produite par les fournaises est récupérée pour chauffer les bâtiments de la TOHU et du Cirque du Soleil.

### Impact culturel
L'implantation du siège social du Cirque du Soleil et d'En piste en 1994, suivie de la Cité des arts du cirque et de l'École nationale du cirque en 2003 favorise le rayonnement culturel au CESM. La construction de la TOHU en 2004 a permis une revalorisation du secteur en apportant une diversité culturelle unique. Un des principaux objectifs de ce carrefour est de faire de Montréal une capitale internationale des arts du cirque. La création du CESM, qui a ouvert les portes à l'École nationale du cirque, accueille de nombreux étudiants venant de tous les coins du monde. Cette revalorisation du secteur apporte une diversité culturelle unique. Selon certains experts, un maillage ethnoculturel s'est développé entre l’École nationale du cirque, la TOHU et les jeunes de communautés ethniques du district.

### Impact technologique et scientifique
Certains phénomènes nuisibles ont été remarqués en cours d'exploitation des anciens site d'enfouissement, tel que l’émanation d’odeurs et de gaz. Ces différents problèmes ont fait l’objet d’études afin d’effectuer les correctifs nécessaires. Des améliorations ont été réalisées par le biais de projets spéciaux effectués en collaboration avec des universités québécoises et françaises. Un total de 20 étudiants ont pu y contribuer dans le cadre de projet de fin d’études ou de stage.
Voici une liste des principaux sujets étudiés ou ayant été étudiés au CESM :
- Les méthodes pour mesurer l’impact des odeurs émanant du site, avec l’aide d’un réseau d'observateurs choisis parmi les résidents du quartier.
- La mise au point d’un nez électronique capable de quantifier les odeurs du compost.
- L'élaboration d'une méthode rapide et abordable pour quantifier les émissions de méthane dans l'atmosphère.
- L'évaluation des agents de neutralisation des odeurs.
- L'étude du phénomène de migration souterraine du biogaz.
- L'évaluation des méthodes de rechange pour le recouvrement final.
- L'étude du phénomène d'oxydation biologique du méthane.